# Sabbavaram
Sabbavaram là một thị trấn và mandal trong thành phố Visakhapatnam, bang Andhra Pradesh.